# Galeria Arte&Fato
A Galeria Arte&Fato é uma galeria de arte da cidade brasileira de Porto Alegre, fundada em 1985, importante pelo seu trabalho na década de 1980, dando visibilidade e possibilidade de inserção comercial a uma série de artistas em início de carreira, quando era o único espaço da cidade que dava atenção a este segmento. Prejudicada por mudanças profundas no sistema de artes e pela competição com espaços novos, a partir dos anos 1990 seu protagonismo diminuiu, embora tenha assegurado um lugar na história das artes rio-grandenses. 

## História
Foi fundada pelo jornalista Décio Presser e pelo designer gráfico Milton Couto, com o objetivo de promover a produção gaúcha de arte contemporânea e desenvolver projetos envolvendo a comunidade artística. Décio Presser já tinha um antigo envolvimento com a arte através do jornalismo e como sócio da Galeria do Instituto de Arquitetos do Brasil e da Galeria Tina Presser. Milton Couto era um colecionador de arte e também fora sócio da Galeria Tina Presser. Em 1982 os dois fundaram uma empresa de produção de eventos, a Arte&Fato Produções Visuais, além de atuarem como curadores de exposições. A parceria levaria à fundação da galeria em 1985.
A primeira exposição, intitulada Oi Tenta (do verbo tentar), foi inaugurada em 17 de julho de 1985, apresentando 21 artistas. O título da exposição fazia uma alusão à emblemática mostra Como Vai Você, Geração 80?, realizada no Rio de Janeiro, num período em que a pintura, depois de um período de descrédito e descaracterização, voltava à cena internacional com grande força. A primeira sede se localizava na Rua Santo Antônio nº 226. Depois a galeria mudaria de endereço várias vezes, passando sucessivamente para a Rua Gonçalo de Carvalho nº 35, a Rua São Manuel nº 285 e a Avenida Protásio Alves nº 1893.
A primeira exposição foi um sucesso de público e chamou significativa atenção da mídia, e em pouco tempo a galeria consolidou prestígio. Aparecendo num momento em que o mercado de arte porto-alegrense crescia e se estruturava rapidamente, privilegiando artistas iniciantes que lutavam por espaço e eram desprezados por outras galerias, a maioria egressos do Instituto de Artes da UFRGS, e mantendo uma política de preços acessíveis, sua atividade, segundo o pesquisador Felipe Caldas, significou "uma imensa abertura para este público, e este segmento é o principal responsável pela galeria tornar-se um point. [...] Como o esperado, nem todos os artistas confirmaram seus nomes, porém, parte significativa continua atuando no campo, produzindo e refletindo sobre arte".
A partir da década de 1990 sua atividade decresceu gradualmente, o que Caldas e Machado atribuem a uma série de causas, incluindo a mudança para uma sede menor e mais distante do centro em 1991; importantes mudanças no sistema de artes, tanto em termos locais como nacionais e internacionais; mudanças na política econômica e cultural brasileira, que provocaram recessão e um grande desmantelamento de projetos e equipamentos culturais; competição com espaços institucionais e outras galerias, que passam a dar maior atenção aos artistas jovens; deslocamento dos colecionadores e galeristas de seu antigo papel de principais agentes de consagração, substituídos pelos curadores de museus e críticos de arte, e uma drástica retração no mercado de arte em geral. Milton Couto, que havia sido um dos grandes motores da galeria, faleceu em 2004, acentuando as dificuldades.

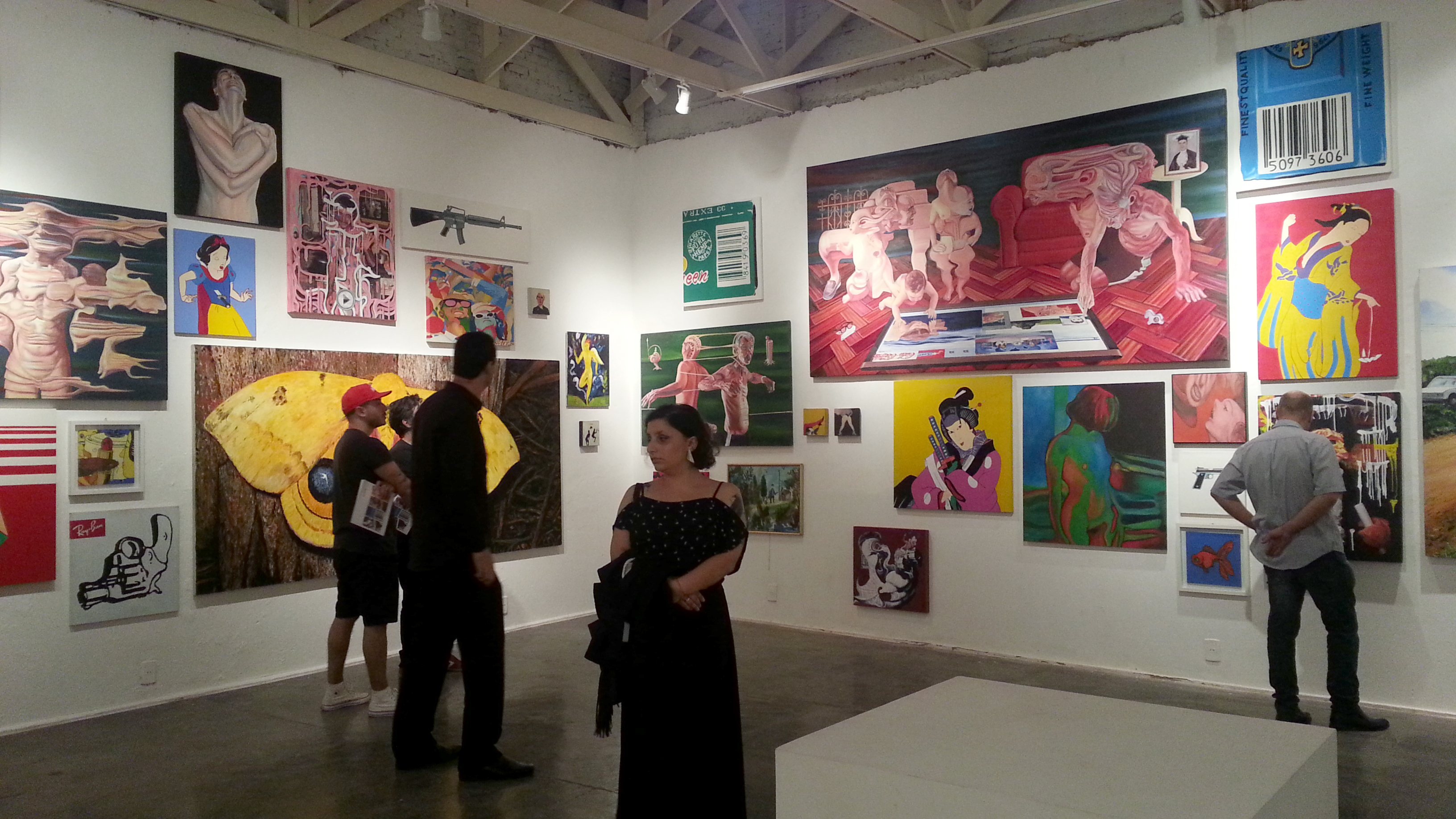
Exposição coletiva na galeria em 2017

Apesar disso, ainda se manteve como um local prestigiado, organizando mostras com uma série de outros nomes emergentes, como Ubiratã Braga, Maristela Salvatori, Walmor Correa, André Venzon e Túlio Pinto, que depois consolidaram sua presença em âmbito nacional. Segundo Machado, "Décio Presser continua mantendo exposições de artistas que sempre transitaram por lá; por outro lado, continua acreditando na renovação do mercado. Assim, algumas exposições de cada ano são dedicadas a artistas que buscam ingressar no sistema de arte". Depois da sua mudança em 2012 para a Avenida Protásio Alves, já com o novo sócio Otto Sulzbach, foram iniciados cursos de Processo Criativo e História da Arte. Em fins de 2014, preparando as comemorações dos seus 30 anos de atividade em 2015, o pesquisador Felipe Caldas lançou o livro Galeria Arte&Fato: 30 anos. Segundo a Fundação Vera Chaves Barcellos, "a história da galeria revela também a história do sistema das artes e dos artistas e demais agentes deste sistema. Assim, a publicação é uma relevante fonte para estudos sobre a recente produção artística". Em 2017 mantinha 60 artistas em seu portfólio.

## Legado
Embora tenha dado um espaço preferencial para a pintura, o desenho e a gravura, a galeria investiu consistentemente em linguagens artísticas alternativas e experimentais, estava sintonizada com o que ocorria nos principais centros do Brasil e do exterior, e destacou-se no cenário artístico lançando nomes importantes da chamada Geração 80, como Lia Menna Barreto, Maria Lúcia Cattani, Rochelle Costi, Fernando Lindote, Heloísa Crocco, Ronaldo Kiel, Gaudêncio Fidelis, Dione Veiga Vieira e Jailton Moreira, entre outros. Também trouxe para o estado nomes destacados da arte brasileira, como Maurício Bentes, Luiz Pizarro e Jadir Freire.
Na opinião da pesquisadora Luana Brasil, a galeria foi um dos principais agentes da renovação do panorama das artes do estado, investindo "na geração que ainda não estava integrada ao sistema de arte, tendo o papel de dinamizar esse circuito artístico descobrindo novos talentos, tão necessários ao novo mercado". A pesquisadora Ana Méri Machado considera que a galeria manteve importante intercâmbio com a arte do Rio Grande do Sul e de outros estados, "destacando-se sua relevante atitude de investir em jovens artistas que ainda não faziam parte do sistema de artes e que logo passaram a integrá-lo. No seu período inicial, na movimentada década de 1980, atuou de modo inovador, concedendo espaço a jovens artistas ainda sem reconhecimento, ao apresentá-los em um período frutífero no qual a pintura, renovada, impulsionou o mercado de arte". Para as pesquisadoras Icleia Cattani e Maria Amélia Bulhões, a sua atividade contribuiu para familiarizar o público com o experimentalismo mais radical da arte contemporânea.
Sua trajetória tem sido estudada pelos historiadores da arte gaúcha, e segundo o pesquisador Felipe Caldas, "um dos pontos mais citados a respeito da contribuição da Galeria Arte&Fato para o sistema regional é justamente a promoção de jovens artistas e arte contemporânea", tornando-se "uma referência na história da arte do Rio Grande do Sul durante a década de 1980", não tendo, à época, nenhuma concorrente no campo a que se dedicou.